# 桃浜町
桃浜町（ももはまちょう）は神奈川県平塚市の南部に位置する町。郵便番号は254-0815。
人口は2957人、1322世帯。面積212866.302m2。